# Зеленівщина
Зелені́вщина —  село в Україні,  Сумській області, Роменському районі. Населення становить 50 осіб. Входить до складу Роменської міської громади. До 2020 орган місцевого самоврядування - Коржівська сільська рада.

## Географія
Село Зеленівщина розташоване на відстані 1 км від міста Ромни.

## Історія
- Село постраждало внаслідок геноциду українського народу, проведеного урядом СРСР 1923-1933 та 1946-1947 роках.
- Хутір Зеленівщина був заснований в 1933 році, переселенцями з сусіднього села Левченки. В 1933 році налічувалось 4 будинки [джерело?].
- 12 червня 2020 року, відповідно до розпорядження Кабінету Міністрів України № 723-р «Про визначення адміністративних центрів та затвердження територій територіальних громад Сумської області», село увійшло до складу Роменської міської громади[1].
- 19 липня 2020 року, в результаті адміністративно-територіальної реформи та ліквідації Роменського району(1930—2020), увійшло до складу новоутвореного Роменського району[2].

## Населення

### Мова
Розподіл населення за рідною мовою за даними перепису 2001 року:
| Мова       | Кількість | Відсоток |
| ---------- | --------- | -------- |
| українська | 49        | 98%      |
| російська  | 1         | 2%       |
| Усього     | 50        | 100%     |

## Економіка
- Свино-товарна ферма.

## Видатні особистості
Дзигал Сергій — український військовик, учасник російсько-української війни.